# Данилово (муниципальный округ Егорьевск)
Данилово — деревня в муниципальном округе Егорьевск Московской области России.

## География
Деревня Данилово расположена в северной части муниципального округа Егорьевск, примерно в 2 километрах к северо-востоку от города Егорьевск. По западной окраине деревни протекает река Ватаженка. Высота над уровнем моря 138 метров.

## История
Возникновение селения относится к середине XVI века.
С 1562 года Данилово, как все селения Высоцкой волости, перешло в вотчинное подчинение Чудова монастыря.
В последней переписи XVI века – 1577 года – деревня названа Маклаково – Даниловское, тогда в ней было три двора.
До отмены крепостного права в России  жители деревни относились к разряду государственных крестьян. Занимались выращиванием овец, собирали грибы на продажу, держали коров.
После 1861 года деревня вошла в состав Нечаевской волости Егорьевского уезда. Приход находился в городе Егорьевске. 
В 1889 году приход переш\л в построенную Знаменскую церковь села Алёшино. 
В 1926 году деревня входила в Нечаевский сельсовет Егорьевской волости Егорьевского уезда.
До 1994 года Данилово входило в состав Ефремовского сельсовета Егорьевского района, а в 1994—2006 годы — Ефремовского сельского округа.
До 2015 года входила в состав городского поселения Егорьевск.
В 2015 году вошла в состав городского округа Егорьевск, образованного в том же году путем упразднения Егорьевского района и объединения всех его поселений в единый городской округ.

## Культура
В 2017 году в свет вышла книга «Деревня Данилово Егорьевского края: страницы истории», рассказывающая об истории деревни с XVI (1554 год) по XX век. Автор - Папилова Е.В., кандидат филологических наук. Презентация книги состоялась в Историко-краеведческом музее города Егорьевск 10 июня 2017. Книга далее продавалась в лавке музея. Экземпляры хранятся также в РГБ им. Ленина, в Государственной публичной исторической библиотеке России.

## Демография
В 1885 году в деревне проживало 279 человек, в 1905 году — 321 человек (159 мужчин, 162 женщины), в 1926 году — 233 человека (108 мужчин, 125 женщин). По переписи 2002 года — 62 человека (26 мужчин, 36 женщин). Население — 45 человек (2010).
| 1859 | 1868 | 1885 | 1905 | 1926 | 2002 | 2006 |
| ---- | ---- | ---- | ---- | ---- | ---- | ---- |
| 205  | ↗209 | ↗279 | ↗321 | ↘233 | ↘62  | ↘55  |
| 2010 |      |      |      |      |      |      |
| ↘45  |      |      |      |      |      |      |